# Congolacerta vauereselli
Congolacerta vauereselli är en ödleart som beskrevs av  Gustav Tornier 1902. Congolacerta vauereselli ingår i släktet Congolacerta och familjen lacertider. IUCN kategoriserar arten globalt som livskraftig. Inga underarter finns listade i Catalogue of Life.
Arten förekommer i östra Afrika i Uganda, Tanzania, Rwanda, Burundi och Kongo-Kinshasa. Honor lägger ägg.